# Hash House Harriers
Hash House Harriers è un club informale, capillarmente diffuso in tutto il pianeta, che riunisce persone (e talvolta animali) che praticano la corsa "Hash".
Gli aderenti (Hashers) si definiscono "Serious drinkers with a running problem" e "Halfminds". Col termine breve "Hash" si designa tanto la corsa quanto il club che la pratica. L'acronimo identificativo è HHH o H3.

## Cos'è una Hash?
Una corsa Hash consiste in una sorta di caccia al tesoro, dove il tesoro è la birra. Prima, durante e dopo la corsa gli Hashers bevono birra. La corsa si svolge a piedi, seguendo un tracciato sempre diverso e di varia difficoltà, precedentemente preparato da uno dei membri della Hash, detto Hare (lepre, in inglese). A seconda dei terreni, il tracciato è marcato con farina o con pezzi di carta.
Le corse possono essere live hare o dead hare. Nella dead hare l'Hare prepara la corsa, poi torna alla partenza e corre con tutto il gruppo (il pack). Nelle corse live hare, si dà un certo vantaggio all'Hare e poi si parte al suo inseguimento, seguendo le tracce che ha lasciato (siccome nella Hash non ci sono regole e nessuno è obbligato ad essere leale, il pack di norma partirà all'inseguimento prima dell'orario stabilito. I corridori cercano le tracce e individuano il percorso corretto, lanciando agli altri rimasti indietro un grido di richiamo (on-on!).
Nel percorso l'Hare inserisce una serie di false piste (false trails) e di cul de sac (checkbacks) che obbligano i corridori più veloci (FRB, ovvero Front Runners Bastards) a tornare al gruppo principale, in speciali punti di raccolta, detti checkings. Con questo sistema il gruppo può correre più o meno tutto assieme, quale che sia l'allenamento di ciascuno. Alle corse può infatti partecipare chiunque, in qualunque condizione fisica sia.
Lo scopo della Hash non è tagliare un traguardo, ma divertirsi: la Hash è assolutamente non competitiva, ed i partecipanti possono tranquillamente imboccare scorciatoie. Un percorso Hash non ha una lunghezza o durata predefinita: in genere una corsa dura circa un'ora. I tracciati possono essere sui terreni più vari (terra, cemento, erba, campagna, immondizia, deserto, ghiacci polari, jungla, tetti di Parigi, acqua di mare, neve: Ski-Hash). Nei grandi appuntamenti internazionali sono previste più corse di diversa difficoltà, fino alle celebri estenuanti Ballbreakers che a volte durano un'intera giornata. In genere però le distanze sono facilmente superabili e alla portata di persone non allenate; l'Hare avrà comunque cura di inserire un tracciato breve per chi non corre (Walkers o Wankers Trail) distinto da quello per i corridori (Runners / Bulls Trail).
Al termine della corsa (On-In) il gruppo si riunisce nel circle, ove si svolge una cerimonia goliardica, di punizione delle varie mancanze (infringements) commesse durante la corsa, ad arbitrario giudizio del Grand Master. La punizione consiste nell'inflizione del downdown, che consiste nell'obbligare l'infractor a bere una pinta di birra nel tempo in cui gli altri membri del gruppo terminano una canzone, talvolta sedendo su un blocco di ghiaccio. Se non ce la fa, dovrà versarsela in testa. Il più serio infringement consiste nel correre con scarpe nuove. L'infractor dovrà allora bere la birra direttamente dalle scarpe che ha usato per correre (new shoes down down). Il Circle si chiude con il canto dell'inno Swing Low, Sweet Chariot, opportunamente mimato. Seguono numerosi eventi sociali, cene o parties.

## Regole e funzionamento
The only rule is, there are no rules at all
L'unica regola è che non ci sono regole
Questa e la norma aurea che regge la Hash. Una Hash non ha regolamenti, né statuti. La 
partecipazione è libera, così pure il recesso. Non esistono condizioni per
entrare: un sano senso dell'umorismo e una grande apertura mentale sono gli unici requisiti.
Un club Hash è definito chapter o kennel. Un chapter è vitale fin quando lo sono i suoi membri. Alla sua testa è un Grand Master (che, per definizione, is always right), affiancato da un Religious Advisor (colui che ha il compito di pronunciare il Religious Advice all'inizio della corsa) e da vari altri membri, quali il Beer Master (che provvede la birra per le cerimonie), l'On Sec, il Song Master, l'Haberdasher, l'Hare Raiser, lo Scribe, l'Hash Flash, il Webmaster-bator: tutti insieme costituiscono il Committee, o Mismanagement, i cui membri sono gli unici che hanno il privilegio di portare il cappello all'interno del Circle. Gli Hashers provengono da tutti i paesi (soprattutto di lingua inglese) e continenti: alle corse partecipano cittadini stranieri residenti ("expats"), visitatori di altre Hash, e molti locali.
I membri della Hash si chiamano Hashers, le donne Harriettes, i bambini Horrors, i cani Hounds. Esistono chapter misti oppure per soli uomini o sole donne. Ogni Hasher riceve, dopo aver compiuto azioni particolarmente ignominiose, un Hash Name (ad esempio: Succulent, Mastikator, Sex, no Grappa, Pure Genius, Oximoron, Standing Ovation, eccetera).
La Hash si corre con una normale attrezzatura da jogging, arricchita da originali t-shirt appositamente disegnate, ma esistono anche corse per nudisti, o le celebri Corse in Vestito Rosso (Red Dress Runs), le quali spesso precedono o aprono i grandi appuntamenti mondiali.
I chapter corrono circa ogni settimana, e si incontrano periodicamente per grandi appuntamenti, dove si radunano anche migliaia di Hashers: la corsa nazionale annuale (Nash Hash), le grandi Hash continentali (EuroHash, InterAmerica etc.) o la InterHash mondiale, ogni due anni, come quella tenutasi nel 2004 a Cardiff. In ogni importante città o capitale del pianeta, così come nelle giungle tropicali e nelle basi antartiche, esiste almeno un Hash chapter. In Italia esistono Hash a Roma (Rome HHH), a Milano (The Royal Milan & Bordighera HHH Archiviato il 4 luglio 2007 in Internet Archive.), a Napoli (Bella Napoli HHH, già "Nato Naples"), in Sicilia (Etna Ash Hash), in Friuli (Sacile Madness HHH), e a Pescara (Adriatic HHH). Esiste un Hash chapter anche in Vaticano, che corre mensilmente durante le notti di luna piena.

## Storia
La Hash venne fondata nel 1938 a Kuala Lumpur, in Malaysia, da un giovane colono inglese, Albert Ignatius Gispert Archiviato il 10 dicembre 2005 in Internet Archive., passato poi alla storia come "G". Il primo gruppo comprendeva Frederick "Horse" Thompson, Cecil Lee, Ronald "Torch" Bennett. L'unico passatempo possibile per costoro era di andare a mangiare e bere nel club coloniale, il Royal Selangor Club. La cucina di questo posto era talmente cattiva da meritargli il soprannome di Hash House, un termine slang che indica un pessimo ristorante.
Gispert e i suoi amici avevano praticato uno sport diffuso a quei tempi in Inghilterra: le corse campestri di Hare and Hounds (lepri e levrieri). Cominciarono così anch'essi a correre nella giungla, la domenica, per smaltire la sbornia del sabato, fondando un gruppo chiamato Hash House Harriers.
Allo scoppio della seconda guerra mondiale Gispert e molti altri Hashers si arruolarono per combattere contro i giapponesi: "G" cadde in battaglia difendendo Singapore. Dopo la guerra i superstiti ripresero la consuetudine delle corse, fondando anche altri chapters.
La Hash continuò fino agli anni sessanta ad essere un fenomeno esclusivamente limitato alla Malaysia (per quanto sembra che il capitano Gus McKey abbia fondato nell'immediato dopoguerra un suo chapter sulla riviera ligure: la tradizione continua nel |Royal Milan & Bordighera HHH] che si fregia pertanto del titolo di secondo Hash chapter del mondo). Successivamente, ad opera di persone trasferitesi da Kuala Lumpur, vennero fondate altre Hash, e da allora il fenomeno di gemmazione spontanea è continuato inarrestabilmente, colonizzando prima l'area del Pacifico, poi l'America e l'Europa. Esistono oggi più di 1500 Hash Chapters in tutto il mondo, compresa l'Antartide.
Tutto questo è successo senza una preventiva pianificazione, e senza un'organizzazione centrale. Al contrario, il successo strepitoso della creatura di Gispert è dovuto alla semplice genialità dell'idea originale: quella per cui l'unica regola è che non ci sono regole.

## Cosa vuol dire "Hash"?
Hash è una parola inglese che indica originariamente una polpettina fatta di avanzi di carne e vegetali cucinati insieme. Per estensione indica un composto eterogeneo cui viene data una forma incerta: To make an Hash of something vuol dire infatti creare confusione, o fare una cosa piuttosto male. Una "Hash House" è un luogo dove si mangia male. Il termine Hash non ha dunque assolutamente nulla a che vedere con l'hashish o con l'uso di droga. 

## Gergo
| "Are You?"             | Il richiamo che viene lanciato ai FRB per sapere se sono 'on trail' |
| Bash                   | Bicycle Hash (Hash a cavallo di biciclette) |
| Beer Break             | Momento della corsa in cui ci si ferma per bere. Il luogo è contrassegnato da BB |
| Beermeister            | La persona incaricata di portare la birra ed altre bevande |
| Boob Check             | Marcato OO è un Check dal quale solo le donne devono cercare il trail |
| Check                  | Una traccia a forma di O dalla quale si dipartono diversi sentieri |
| Check Back             | Marcato come CB indica che occorre tornare indietro al Check |
| Circle                 | All'inizio e alla fine della corsa gli Hashers si riuniscono in circolo per ascoltare il Religious Advice e assistere ai Down-down                                                                        |
| Checking!              | La risposta che il FRB dà alla domanda "Are You?", indica che sta ancora cercando la pista giusta |
| Down-Down              | La cerimonia finale della Hash Consiste nel bere birra a suon di musica, talvolta dalle scarpe, o sedendo su un blocco di ghiaccio                                                                        |
| Eurohash               | L'incontro delle Hash europee, si tiene ogni due anni in una città a rotazione |
| False trail            | Un percorso che non porta da nessuna parte, speso marcato con una linea trasversale. |
| FRB                    | Front-Running Bastard: i corridori più veloci, che si lanciano alla ricerca della pista |
| Grand Master (GM)      | Il leader cerimoniale della Hash, membro del mismanagement. Se femmina si chiama Grand Mistress (GM) |
| Haberdasher            | Membro del Mismanagement incaricato di provvedere a T-shirts, cappelli e altri oggetti |
| Hare                   | L'Hasher che traccia il percorso |
| Hare Raiser            | Membro del Mismanagement incaricato di trovare Hares per le prossime corse |
| Harriette              | Hasher donna |
| Hash Cash              | Membro del Mismanagement; tesoriere |
| Hash Flash             | Membro del Mismanagement che fa le fotografie |
| Hash Horn              | Membro del Mismanagement; suona un corno o una tromba come richiamo durante la corsa |
| Hash House             | Il bar dove si trovano gli Hashers. l'originale è il Selangor Club di in Kuala Lumpur |
| Hash Name              | Soprannome che viene imposto a seguito di qualche incidente memorabile. La cerimonia del battesimo prevede che il nominato in ginocchio lo riceva mentre gli viene cosparsa la testa di farina e di birra |
| Hash Trash             | Resoconto della corsa, scritto dallo Hash Scribe |
| Hash Shit              | Un oggetto, generalmente l'asse di un water, che viene dato in premio ad un hasher che abbia compiuto azioni particolarmente stupide, e con il quale deve correre finché non sarà attribuito ad altri     |
| Hasher                 | Membro degli Hash House Harrier |
| Hashing                | L'atto di correre un hash trail |
| Horrors                | Bambini Hashers |
| Hounds                 | Cani Hashers |
| Interhash              | Riunione continentale o mondiale di Hashers |
| Kennel o Chapter       | Gruppo Hash |
| Live Hare              | Corsa ad inseguimento, nella quale l'Hare non ha preventivamente tracciato il percorso. Contrapposta a Dead Hare                                                                                          |
| Mismanagement          | Il gruppo dirigente di un Chapter, eletto o stabilito per cooptazione. I membri hanno il privilegio di poter portare il cappello nel Circle                                                               |
| Nash hash              | Riunione delle Hash di una nazione |
| On In                  | La fine del Trail, appositamente marcata. |
| On On                  | Il grido che indica che si è sul giusto percorso. Anche saluto tra gli hashers. |
| On Sec                 | Membro del Mismanagement incaricato dei registri. Anche detto On Sex |
| Receding Hareline      | Lista delle prossime corse |
| Religious Advisor (RA) | Membro del Mismanagement, apre il Circle con il Religious Advice |
| SCB                    | Short-Cutting Bastard: coloro che prendono scorciatoie, cosa perfettamente legittima |
| Shiggy                 | Il terreno ideale per una corsa Hash: fango e vegetazione fitta |
| Virgin                 | Colui che partecipa per la prima volta. Detto anche First Timer. Un Virgin Hare è colui che organizza una corsa per la prima volta.                                                                       |
| Wankers                | Tutti gli Hashers, ovvero coloro che percorrono il Wanker's trail, la pista tracciata appositamente per chi non corre (letteralmente "segaioli")                                                          |